# حسن مرادی‌فر
حسن مرادی‌فر (زاده ۲۱ تیر ۱۳۷۱ - کوهدشت) بازیکن فوتبال اهل ایران است.
وی سابقه عضویت در تیم‌هایی همچون گل‌گهر سیرجان، فولاد یزد، شاهین ماهشهر، شهرداری همدان، خوشه طلایی، نفت مسجدسلیمان و مس کرمان را در کارنامه دارد.